# قاعة متعددة الرياضات للمركب ميلود هدفي
قاعة متعددة الرياضات للمركب الأولمبي ميلود هدفي هي قاعة رياضية جزائرية تقع في بلدية بئر الجير بشرق مدينة وهران و تتسع القاعة لـ000 7 شخص.
تم إنشاء القاعة في 23 يونيو 2022 ببلدية بئر الجير بشرق مدينة وهران و هو جزء من المركب الأولمبي ميلود هدفي. استضافت القاعة بطولات هامة مثل ألعاب البحر الأبيض المتوسط 2022 ، البطولة العربية للجمباز 2022 ، دورة الألعاب العربية 2023 ، نهائي كأس الجزائر لكرة اليد 2023.

## مقالات ذات صلة
- ملعب ميلود هدفي
- قصر الرياضة حمو بوتليليس

## روابط خارجية
- صحيفة بولا الرياضية.